# Новий Уоян
Новий Уоян (рос. Новый Уоян) — селище міського типу Північно-Байкальського району, Бурятії Росії. Входить до складу Міського поселення селище Новий Уоян.
Населення — 3584 особи (2015 рік).